# Корвин-Круковский, Пётр Васильевич
Пётр Васильевич Корвин-Круковский (1844, Нижний Новгород — 1899, Аньер, Франция) — драматург, репортер и переводчик, секретный сотрудник Департамента полиции.
Родился в Нижнем Новгороде в семье крупного чиновника, отставного армейского подполковника. Троюродный брат Софьи Васильевны Ковалевской.
Согласно Энциклопедическому словарю Брокгауза и Ефрона родился в Царстве Польском.
Окончил Первый кадетский корпус, служил в МВД в ранге титулярного советника внештатным чиновником 6-го класса, камер-юнкер. В 1870-х годах, после женитьбы на французской актрисе, уехал в Париж, где занимался журналистикой и драматургией.
Участвовал в Польском восстании 1863—1864 гг., затем эмигрировал, проживал в Италии, Швейцарии, Франции. В 1876—1877 гг. участвовал добровольцем в Сербской войне против Турции. Начал сотрудничать с Третьим отделением и Департаментом полиции. Получил Высочайшее помилование.
Активный участник Священной дружины, в сентябре 1882 года возглавил её агентуру в Париже. В июне 1883 года после роспуска Дружины назначен первым заведующим заграничной агентурой Департамента полиции. В марте 1884 года, будучи обвинён в непрофессионализме, халатности и денежных махинациях, смещён с этой должности (её занял присланный из Санкт-Петербурга Пётр Рачковский).
Жил в Париже, занимался литературной деятельностью, сотрудничал с газетами «Figaro» и «Matin» как репортер и переводчик. Автор ряда пьес, в том числе «Данишевы», «Анюта», «Принцесса Боровская», неоднократно ставившиеся в театрах России и Европы. Во Франции переводчиком этих пьес был Александр Дюма-сын.
Впоследствии переехал в Аньер, где до самой смерти занимался сельским хозяйством. Скончался в 1899 году.